# 拉多姆省
拉多姆省（województwo radomskie）是波蘭歷史上的一個省，始於1975年。1999年1月1日被併入馬佐夫舍省。
面積7,294平方公里。1998年人口763,300人。首府拉多姆。
1. ↑  . 2024-01-16  [2024-01-15]. （原始内容存档于2024-01-15）.